# 諾克里克鄉

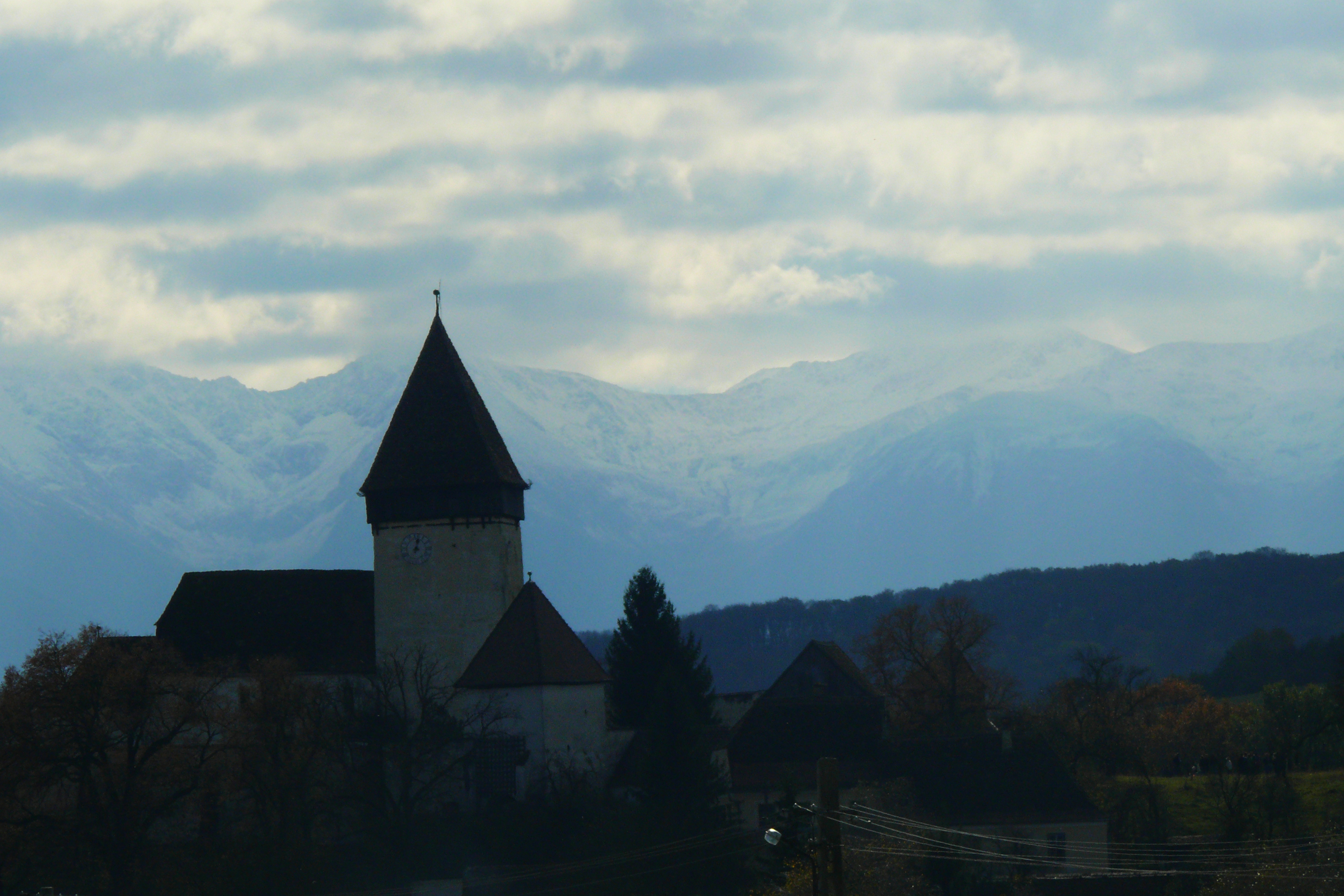

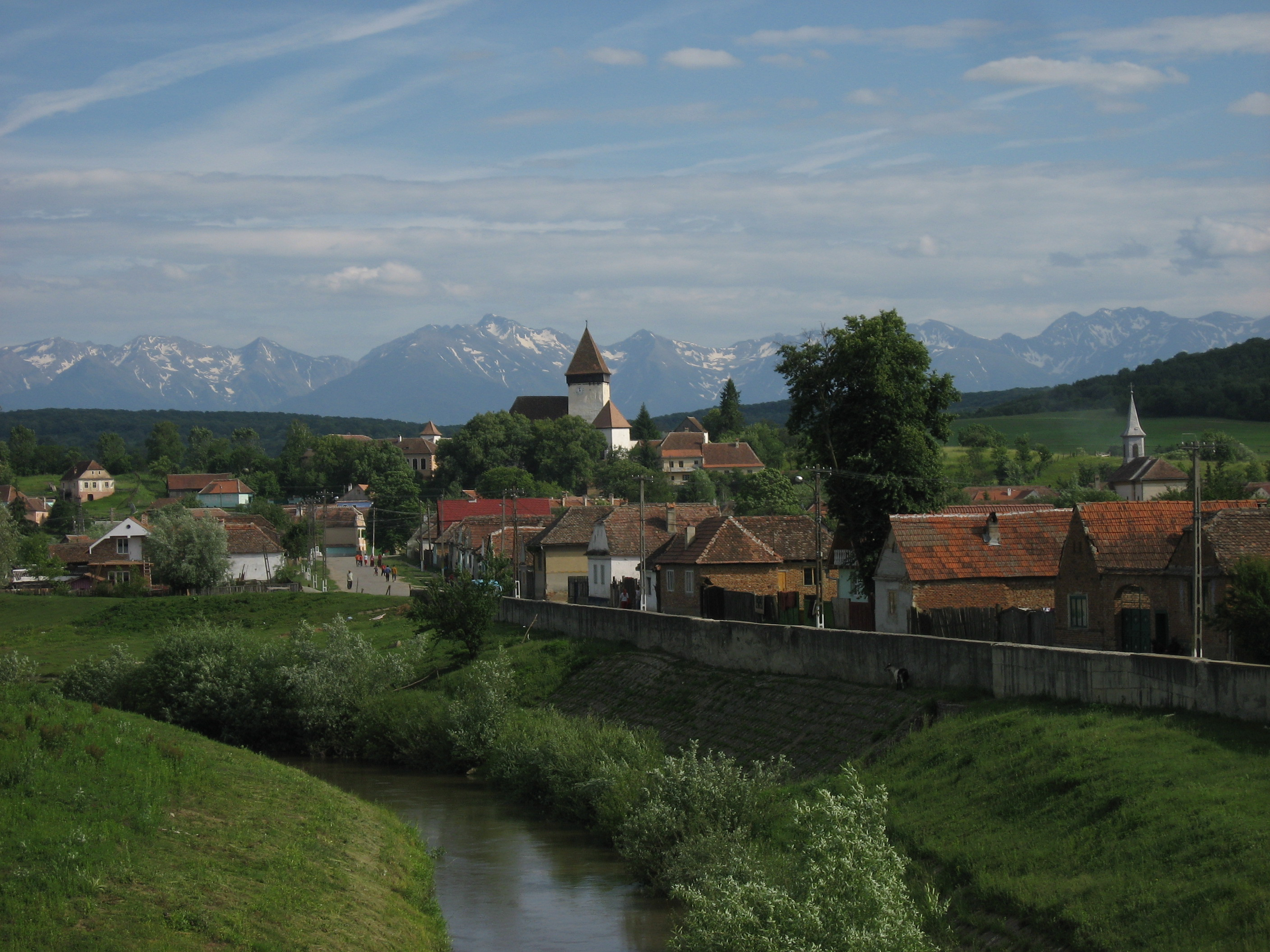

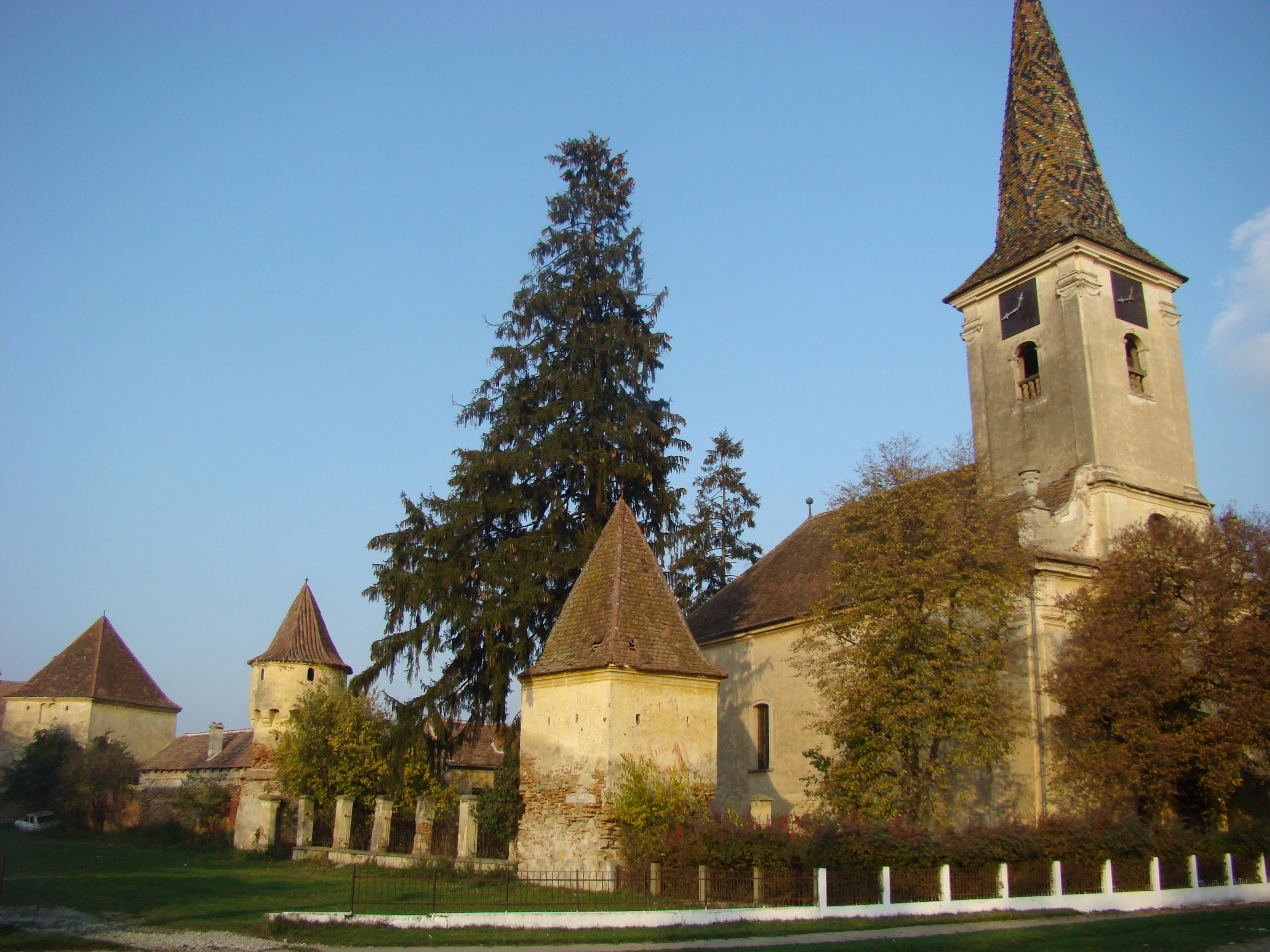

45°53′44″N 24°27′19″E / 45.89556°N 24.45528°E
諾克里克鄉（羅馬尼亞語：Comuna Nocrich, Sibiu），是羅馬尼亞的鄉份，位於該國中部，由錫比烏縣負責管轄，面積113平方公里，海拔高度432米，2007年人口2,822，人口密度每平方公里25人。